# 歐洲政治
歐洲政治主要探討歐洲大陸上政治的持續發展，在這個話題上，歐洲比任何其他大洲都来得具體，因為它牽涉到眾多因素。例如，區域内各個民族國家悠久的歷史，以及在當代形勢下不斷推進的歐洲各國間的政治統一。
現時的歐洲政治可以追溯到所有在這個大陸上發生過的歷史事件，同樣的，地理、經濟以及文化也同樣對現今歐洲的政治輪廓做出了巨大的貢獻。
自鐵幕降下及東歐劇變以来，當代歐洲政治主要由歐洲聯盟佔據主導地位。冷戰以後，歐盟的持續東擴已經囊括了不少原先東方集團的國家，而截至2013年，歐盟成員國的總數則已經達到了28個。其中在2016年，英國經全民公投後決定退出歐盟，2020年2月1日已正式退出歐盟，退出過渡期則至2020年12月31日。

## 当代政治气候
尽管冷战以后俄罗斯和西欧国家的关系已大幅改善，但由于最近西方组织，特别是欧盟和北约的东扩使双方的紧张程度又有所上升。
大部分的欧洲国家或是加入了欧盟，或是已表明坚定的决心要加入欧盟。 
尽管在巴尔干、高加索、英国国内的北爱尔兰以及西班牙国内的巴斯克都还遗留着很多问题，但整体来说，在欧洲范围内几乎没有什么大的冲突发生。
根据自由之家在2008年公布的2007年的数据显示，欧洲国家中不能被列为自由民主选举的国家有：亚美尼亚、阿塞拜疆、白俄罗斯、波斯尼亚、哈萨克斯坦、科索沃和俄罗斯。

## 国际组织

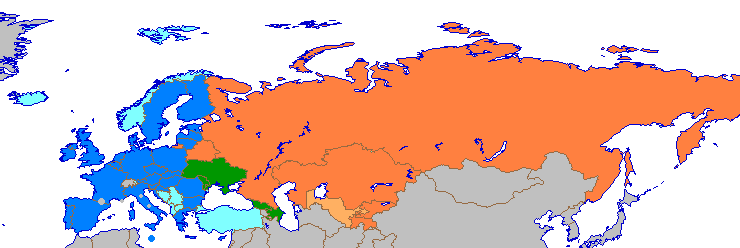
欧盟成员国
欧洲经济区成员或者欧盟候选成员国
GUAM成员国
欧亚经济共同体成员国

欧洲国家作为成员国参与了大量国际组织，其中主要是经济性的，当然也包括小部分政治性的或者两者兼而有之的。下述为欧洲主要的政治组织。

### 欧洲委员会
欧洲委员会是唯一的一个囊括了几乎所有欧洲国家的泛欧组织。他包含了非常广泛的各种活动，包括通过各种条约和议程来协调个成员国之间的法律法规。在政策领域，则包含了人权、公民权、生物伦理、共同认知、私人国际法、环境和遗产保护、少数民族权益等等。相比准联邦制实体的欧盟，欧洲委员会在本质上更接近于一个传统的国际组织。每一个正在讨论中的条约都必须经过每一个个体的批准，而且通常缺少直接影响力或者个人通达国际法庭的法律通道，因此它更可以比喻为一个地区版的“联合国”。然而在人权领域，它在本质上更趋近于准联邦制，这可以从欧洲人权大会和其所属的欧洲人权法庭看出。

### 欧洲联盟
参见: 欧洲联盟成员国, 欧洲联盟扩大
欧洲联盟，简称欧盟，截止到2020年，是一个由27个国家组成的政府间和超国家的政治联盟。它有许多行动，最重要的一个就是形成一个单一市场，其中包括关税同盟、单一货币（截至2008年已被28个成员国中的15国所采纳）、共同农业政策以及共同渔业政策。欧盟还会提出各种倡议来协调个成员国之间的行动。
如果作为单一个体来衡量的话，欧盟就是一个拥有15.849万亿美元国内生产总值（国际汇率）的世界最大经济体。在共同防务与外交政策的范畴内，欧盟各成员国之间的合作已日趋紧密。
欧盟一直致力于将自己从一个单纯的经济联盟向更强有力的政治实体迈进。这一趋势体现在越来越多的政策领域正在向欧盟层面靠拢，原本很多成员国拥有的政治权力渐渐地被集中到欧盟。欧盟政治力未来发展的关键在于如何着手解决联盟内部各成员国之间经常难以协调的矛盾。

### 独立国家联合体
独立国家联合体，简称独联体，是一个由前苏联15个加盟共和国中的12个成员组成的一个邦联制的国际组织（除去波罗的海三国）格鲁吉亚則於1993年12月加入，2008年8月因南奥塞梯争端，宣佈退出。乌克兰没有批准过独立国家联合体宪章，即从来没有成为独立国家联合体官方成员国，到2014年3月，因克里米亞爭議，乌克兰已将一份有关退出独联体的決議草案提交至烏克蘭最高拉達。所有的前蘇聯加盟共和國中，只有波罗的海国家立陶宛、拉脱维亚和爱沙尼亚始終拒绝加入此組織。尽管独联体几乎没有任何超国家的权力，但它并非一个单纯的象征性组织，其在贸易、金融、立法和安全领域还是拥有一定协调力的。对于独联体来说最具标志性的事件就是于2005年启动的，在成员国之间已经完全成熟建立起来的自由贸易区/经济联盟。这也同时促进了民主化以及跨境打击犯罪方面的合作。

### 北大西洋公约组织
北大西洋公约组织，简称北约，是一个主要由欧洲国家，加上美国和加拿大组成的军事同盟。北约于二战后，为采取集体安全措施而成立。
这一条约原本用来防止苏联发射导弹攻击美国在欧洲的盟友，因为一旦如此，美国就会如本土遭袭击一般，出动它最强大的军队来进行最有效的报复。然而令人担心的苏联入侵欧洲却从来没有发生过，取而代之的却是2001年九一一事件中，这一条款第一次被启用，来应对美国本土所遭受的突然袭击。

### 古阿姆民主与经济发展组织
古阿姆集团是由4个独联体国家组成的区域性组织，它们分别是格鲁吉亚、乌克兰、阿塞拜疆和摩尔多瓦。组织的成立其实是想对抗俄罗斯在这一地区所产生的影响力，并且在背后受到了美国的暗中支持和帮助。 尽管该组织的发展前景普遍不被看好，但最近不错的发展势头也让人们能过看到一丝它们复兴的可能。古阿姆集团的成立得到了美国的支持与鼓励，是抗衡俄罗斯联邦在该区域影响的重要组织。可以說是經濟版的北約。

## 分离主义分子与权力下放的压力
应该注意的是，这些不管是寻求自治还是独立的运动，很大程度上因为他们的支持者以及政治环境的不同而显得千差万别，有些正处在危机边缘，有些则正活跃于主流。

### 比利时
比利时的两大党派佛兰芒人利益党和新弗拉芒聯盟都希望比利时北部的佛兰德地区独立，另外一些弗拉芒人的党派则为更多地方的自治而大声疾呼。此外还有小部分运动指向于佛兰德与荷兰的合并（参见大荷兰）。
此外，比利时的另一个地区瓦隆尼亚也有寻求与法国合并的运动。

### 波斯尼亚和黑塞哥维那
主要由塞尔维亚族构成的塞族共和国是波斯尼亚和黑塞哥维那的两个实体之一，他们中的一部分人企图从波黑独立并且与塞尔维亚合并。塞族共和国拥有波黑全境49%的土地，在包括管理以及行政在内的诸多层面都属于独立的实体。尽管独立的设想并未纳入政府议事日程，但当地塞族政治家却试图通过科索沃模式来决定塞族共和国的未来。
另一方面，波黑的另一实体是由克罗地亚族与波士尼亞克族共同组建的波斯尼亚和黑塞哥维那联邦。他们中的一些政治家则倡议建立一个克族的独立共和国，作为对塞族共和国妄图独立的一种反应。
此外，夹在塞族共和国和波斯尼亚和黑塞哥维那联邦中间的是布尔奇科特区，由两实体共同管辖。

### 丹麦
丹麦的领地格陵兰和法罗群岛存在非常强烈的独立运动。格陵兰的自治标志着它作为一个构成国家受治于丹麦王国之下。

### 芬兰
奥兰群岛是芬兰的一个自治区。2003年，奥兰群岛的分离主义政党“奥兰群岛的未来”成立。自从芬兰独立以来，对于奥兰群岛的完全独立并没有得到很大支持，但是近几年来这一趋势却有轻微抬头。

### 法国
地中海岛屿科西嘉正形成一种强烈的且持续增长的呼声，希望能从法国脱离，自行独立。同样的，在法国北部的布列塔尼地区也有不少运动，当地人希望能够重新获得曾经在1532年丢失的独立权。而位于东南部的萨伏依则是由于在1860年一次有争议的公投被强行吞并。
而部分纳瓦拉、巴斯克以及加泰罗尼亚地区又穿越了边境直达法国，无形中又带来隐患。

### 格鲁吉亚
格鲁吉亚拥有两块分离主义分子的地区：阿布哈兹和南奥塞梯，但到目前为止它们只被五个独立的主权国家所承认:俄罗斯联邦和尼加拉瓜共和国、委内瑞拉玻利瓦尔共和国和瑙鲁共和国及阿拉伯叙利亚共和国。其他承认的政权还有德涅斯特河沿岸共和国、卢甘斯克人民共和国、顿涅茨克人民共和国、阿尔察赫共和国等。

### 意大利
位于地中海的撒丁岛拥有小规模的独立运动。
一个名为北方联盟的政党一直支持着一个叫做Padania的“北部意大利独立运动”，他们指责南部意大利把他们创造的大量税收抽走并且遏制他们的发展。与此同时，一个叫做伦巴第联盟的民族主义团体则希望把意大利分裂成两个国家，北方的“伦巴第-罗马涅”（Lombardia-Romagna）和南方的“那波利提亚那”（Napolitiana）
相似地，尽管并非那么活跃，在南部意大利省份（例如：西西里岛）存在着一些对于罗马不满的运动。由于相对于地处中部的罗马比较偏远，常常遭到了中央政府的忽视，一些地方政策也往往难以很有效的贯彻落实，造成了当地的普遍落后。

### 摩尔多瓦
摩尔多瓦东部的德涅斯特河沿岸共和国地区居住着大量的俄罗斯人和乌克兰人，而该地区也已经宣布从摩尔多瓦独立出来。尽管对于这一区域没有实际控制权，但是摩尔多瓦还是拒绝承认这一独立声明。在摩尔多瓦和罗马尼亚境内都有一个很重要的运动，就是希望两个国家能重新统一起来。在摩尔多瓦境内的加告兹自治区也曾经宣告过该地区主权独立，但在之后， 宣告独立的加告兹共和国取消了独立，摩尔多瓦政府与之谈判承认加告兹人的自治权利，成立了自治区。

### 荷兰
弗里斯兰国家党一直在为弗里斯兰寻求自治地位，但并未提出任何独立的要求。该党派重要的目标就是对弗里斯兰独特文化的保护工作。此外，作为荷兰王国构成实体和属土的库拉索、圣马丁及阿鲁巴也有部分政治人物主张独立。 

### 挪威
当地原住民萨米人渴望对他们的传统居住地萨米寻求独立。

### 罗马尼亚
一战之后直到特里亚农条约签订之前，特兰西瓦尼亚曾属于奥匈帝国，并且那里还居住着一支渴望自治的匈牙利少数民族。

### 俄罗斯
俄罗斯的很多地方都存在着独立运动，特别是在北高加索边境附近。最知名的要数车臣、达吉斯坦以及印古什，他们常常有良好支持的游击队在公开的冲突中与政府军对抗。
而鞑靼人也正在为他们居住的鞑靼斯坦地区寻求独立。但在2017年联邦政府与鞑靼斯坦政府签署的特殊关系条约结束后，回归联邦管治下的地方自治。
俄罗斯西部还有块不小的飞地：加里宁格勒州（以前作为东普鲁士的一部分而为人熟知）。这块飞地远离俄罗斯广大的固有疆土，又离欧盟成员国非常的接近，这也意味着某种程度上这里也潜在着不可知因素。

### 塞尔维亚
科索沃作为塞尔维亚的一个省，长期以来就是塞尔维亚（以前是南斯拉夫）政府和科索沃当地最大族群——阿尔巴尼亚人之间政治和地区争端的焦点。国际谈判始于2006年，以期能决定科索沃的最终状态（参见：科索沃状态进程（英语）），然而科索沃却于2008年2月17日单方面宣布独立。

### 西班牙
西班牙国内存在的独立运动都来自自治区，其中比较知名的有加泰罗尼亚、巴斯克和纳瓦拉。他们一般都是和平的示威者，但是像“埃塔”和“自由之土”这样的恐怖组织则会用到非常暴力的手段。

### 瑞典
一些居住在瑞典的萨米人也在同样寻求他们传统居住地萨米的独立。

### 乌克兰
原乌克兰的克里米亚自治共和国也有着不少运动，作为一个自治共和国；既有要求更大程度的自治，也有要求独立，更有要求与俄罗斯合并的。在2014年3月16日舉辦歸屬公投，公投结果以97%赞成的得票率获得通过，克里米亚正式宣布脱离乌克兰独立，并于随后加入俄罗斯联邦，俄罗斯联邦吞并克里米亚之后并被编入克里米亚联邦管区（後被合併到南部聯邦管區）。但此公投并未获得乌克兰、欧盟、美国及聯合國承认；中华人民共和国政府表示尊重但不干預，且外交部网站上仍将克里米亚视为乌克兰的一部分。
乌克兰东部地区顿巴斯居住着大量的俄罗斯族,他们其中也有小部分人呼吁这片地方能够脱离乌克兰，加入俄罗斯。特别是亲西方的总统尤先科上台以后更为强烈。在2014年2月22日，亞努科維奇被示威者趕下台，他逃出烏克蘭首都基輔。大多數支持他的都是來自烏克蘭東部和南部，這些主要流行俄語的地區在他下台後發生騷亂。隨後在屬於烏克蘭的自治地區的克里米亞出現政治危機，結果3月18日俄羅斯併吞克里米亞。其後，烏克蘭的頓涅茨克州和盧甘斯克州發生的騷亂演變成革命之後的烏克蘭政府和親俄羅斯的叛亂份子之間的戰爭。目前，从乌克兰独立的顿涅茨克人民共和国和卢甘斯克人民共和国及克里米亚共和国的归属地位，皆未获得乌克兰政府和国际社会普遍承认。而顿涅茨克人民共和国和卢甘斯克人民共和国也只得到了同样不被国际社会普遍承认的分裂自格鲁吉亚的自治地区阿布哈兹和南奥塞梯的外交承认。

### 英国
在北爱尔兰、苏格兰与威尔士都分别有着强势的政党呼吁各自从整个联合王国中独立。 
在北爱尔兰，新芬党和社会民主及劳工党作为两大党，常常在议会选举中共同赢得超过40%的选票，这也主要源于它们支持北爱脱离英国，与爱尔兰统一的政治立场。
在苏格兰，苏格兰民族党赢得了2007年议会大选并组成了少数政府。如果相关法案能在议会顺利通过的话，该党希望能于2010年举行苏格兰全民公决，来决定其是否独立。2014年9月18日苏格兰举行公投，决定是否独立。
在威尔士，威尔士党一直主张一个独立的威尔士，现在该党是威尔士议会执政联盟中的少数派政党。
在英格兰，也有着这样一些运动，如英格兰民主党一直在争取英格兰自治，能够早日有一个像苏格兰议会、威尔士国民议会及北爱尔兰议会一样的权力下放的英格兰议会 。此外，还有其它一些运动，例如“韦塞克斯地方主义者”，他们呼吁对于英格兰地方的权力下放。而现在康沃尔半岛也在通过运动寻求自治或是独立。